# 大韓チャンギ協会

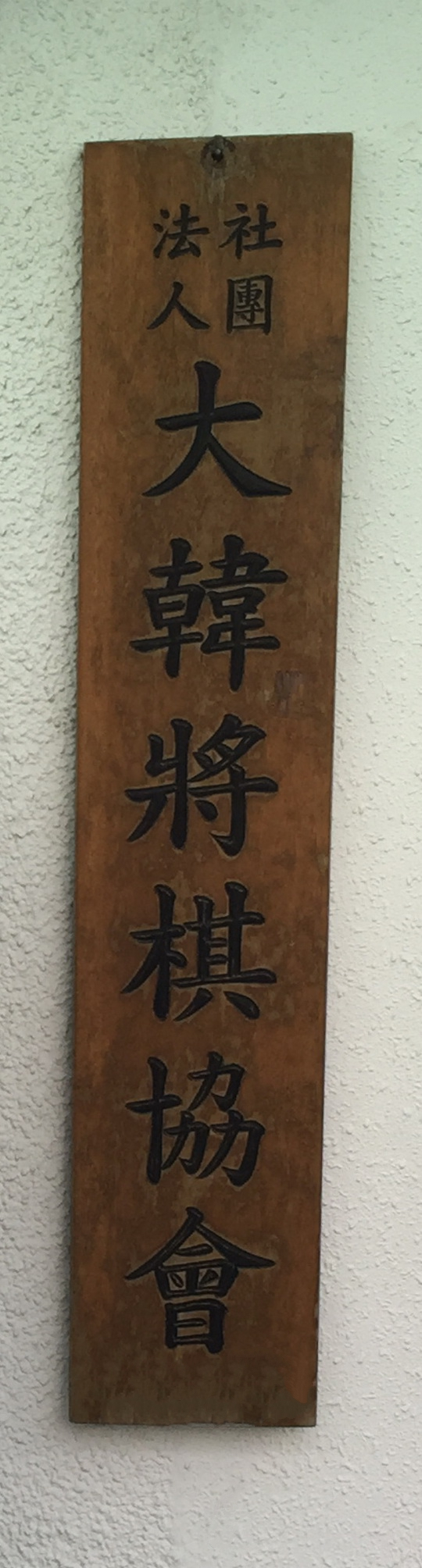

大韓チャンギ協会（だいかんチャンギきょうかい、大韓將棋協會、朝: 대한장기협회、英: Korea Janggi Association）は、民族固有の芸であるチャンギ（朝鮮将棋）を継承保存し、チャンギの健全な発展と普及の向上を図るために、1999年7月6日に設立された大韓民国文化体育観光部所管の社団法人である。プロ棋士の入段、著作権、コンテンツ管理、棋戦の運営など、チャンギに関連する諸業務を総括する。オフィスは、ソウル特別市鍾路区平倉文化路136（地番平倉洞66-50）5階にある。

## 歴史
朝鮮の伝統的なマインドスポーツであるチャンギ（将棋）を発展させるために、1956年チャンギ界の高段者が集まり「韓国棋道院」を創設したのが発端となった。1967年に韓国将棋院に改名し、1973年に韓国将棋協会に改名した。1986年6月23日、社団法人韓国将棋協会が政府からの承認受けた。
協会は、理事以上の会員が毎月負担する会費で運営された。そのためか、1990年代にかなりの資金難に陥った。
1993年8月に法人が解散され、再び任意団体となった。これをきっかけに協会は、約5年間2つに分裂した。

### 分裂と統合
1994年、金ウンスル九段が主軸になって将棋協会を創設。文化体育部から社団法人として認可受けて出発し、1か月後に崔サヂョンの民俗将棋協会が続いて法人の許可を受け、将棋協会は、2つの団体が共存することになった。5年後の1999年5月には、両団体の代表（崔サヂョン、金ウンスル）の合意の下で両団体が合併し、社団法人大韓チャンギ協会が1999年7月に設立された。現在の会長は、2015年5月に就任した6代会長金承来九段。
本来プロの棋士だけが正会員になることがあったが、2009年からはアマチュアの記事も正会員になることができるよう規定を変えた。
2015年、第5代会長チョン・マヌァンが選挙で選ばれた新会長を認めず、自分の気に入らない協会の人物を大量に除名し新会長を告訴するなどした。結局チョン・マヌァンは、5月21日に除名され、新会長が5月22日に正式に就任した。

### 再び分裂
2010年代には棋戦の開催も多くなく、金銭的に問題を抱えていた。地上波での放送は公共放送KBSの正月特集将棋王戦の決勝戦のみであった。
協会の実情に反発して2017年11月7日に社団法人大韓チャンギ連盟（Korea Janggi Federation、대한장기연맹）が設立された。大韓チャンギ連盟の総裁は国会議員の鄭大哲、会長はプロ棋士（五段）でBrainTV社長の朴ガンゾプ（박광섭）である。公式ウェブサイトに掲載されている連盟所属プロ棋士の人数は2020年7月現在で228名。
一方、大韓チャンギ協会の第5代会長だったチョン・マヌァンは大韓宮チャンギ連盟（대한궁장기연맹。その後、韓国チャンギ連盟に改称）を設立した。韓国チャンギ連盟は、神話の時代に朝鮮で生まれたチャンギがインドに渡ってチャトランガとなった後、全世界に広まったと主張し、朝鮮独自の将棋として宮チャンギを発表している。
したがって、2020年現在韓国国内には3つのチャンギ団体が存在し、大韓チャンギ協会と大韓チャンギ連盟はそれぞれ独自に段位の認定等を行っている。

## 年表
- 1956年10月9日 - 韓国棋道院が創設
- 1967年 - 韓国将棋院に改名
- 1973年 - 韓国将棋協会に改名
- 1986年6月23日 - 社団法人 韓国将棋協会登録（文部539号）
- 1993年8月 - 社団法人 韓国将棋協会解散。
- 1994年5月16日 - 社団法人 大韓将棋協会が創設。
- 1994年6月20日 - 社団法人 韓国民俗将棋協会が創設。
- 1999年5月10日 - 韓国民俗将棋協会と大韓将棋協会の統合。
- 1999年7月 - 社団法人 大韓将棋協会として認可

## 主な事業
- チャンギの歴史探求、保存、発展
- プロ棋士と愛好家の育成、発掘と統率。
- 階級制度の制定と育成、規則制定、著作権、コンテンツ管理
- 入段、昇段、昇級、その他のチャンギ大会主催と主管。
- チャンギの書籍の出版と普及。
- チャンギ普及発展のための広報や教育事業。
- 海外支部設立と大会スポンサー、主催、主管。
- 朝鮮半島の統一に備えて、民族の同質性回復に貢献すること
- チャンギにかかわる付帯事業一体。

## 歴代会長

### 任意団体
- 1956年、初代、玄テホ（漢陽大学教授）
- 1957年、第2代、孫道心（国会議員）
- 1965年、第3代、林済民（朝鮮語版）（将棋）
- 1965年、第4代、李正碩（将棋）
- 1976年、第5代、孫道心（国会議員）
- 1976年、第6代、鄭ソンチョル（高麗人参の代表）
- 1976年、第7代、権ヨンピル（将棋）
- 1983年、第8代、白ヨンウン（将棋）
- 1983年、第9代、尹ソンホ（将棋）
- 1984年、第10代、金チョンソク（将棋）
- 1986年、第11代、柳ギュサン（将棋）

### 社団法人 韓国将棋協会
- 1986年、初代、柳ギュサン（将棋）
- 1988年、第2代、李イルフン（将棋）
- 1990年、第3代、李イルフン（将棋）
- 1993年、第4代、崔サヂョン（将棋）

### 社団法人 大韓将棋協会
- 1994年、初代、金ウンスル（将棋）

### 社団法人 韓国民俗将棋協会
- 1994年、初代、崔サヂョン（将棋）
- 1999年、大韓将棋協会と韓国民族将棋協会の統合。

### 社団法人 大韓チャンギ協会
- 1999年、初代、金ウンスル
- 2002年、第2代、金ウンスル
- 2006年、第3代、金ウンスル
- 2010年、第4代、金ウンスル
- 2014年、第5代、チョン・マヌァン
- 2015年、第6代、金承来

## 現役所属プロ棋士
現役所属プロ棋士は2020年7月現在の公式ウェブサイト上の情報で98名。
| 段位 | 棋士数 | 名前 |
| ---- | ------ | --- |
| 九段 | 13名   | 姜唱浩、金敬中、金ドゥソン、金淳東、金承来、金載斗、宋鍾鎰、劉益烈、任先雄、張禎訓、鄭相奎、朱京徳、崔星愚 |
| 八段 | 12名   | 姜喆遠、金度局、金種萬、朴スヨン、朴元植、朴再永、成光煥、李今龍、李興相、張培亨、丁福聲、崔甫圭 |
| 七段 | 5名    | 金權允、朴三溶、安準元、イ・グンス、李彰元 |
| 六段 | 11名   | 孔鉉善、金ギヨン、金基會、金ボクス、金振台、朴元國、宣熙晶、劉禧錫 |
| 五段 | 10名   | 金ドギョン、金英淑、金正龍、金弘奎、李東濬、イ・ミョンウォン、イ・ムソン、張少龍、河黎明、玄敬愛 |
| 四段 | 2名    | 金主、呉世光 |
| 三段 | 8名    | ガン・ホピル、キム・ヨンソン、リュ・ヨウンスン、パク・チュンソン、ユ・ジョンボム、李珉周、イム・スンチョル、秋光厚 |
| 二段 | 9名    | 金坤培、金榮敏、キム・ホンジュン、ベク・サンチョン、李恩貞、車三星、崔敏赫、崔洙範、崔俊徳 |
| 初段 | 28名   | ク・ヒョンヂョ、キム・グィナム、金東均、金法鐘、金秉鐵、金衍奎、金榮右、金學善、朴光燮、パク・ギュテ、朴萬培、朴洙龍、ソ・ヨウンヒョン、愼碩吉、嚴ウラム、オ・ビョンフン、元斗和、ユ・ジョンソク、イ・ガンナム、李錫昊、イ・チュンオ、イム・チェホ、張東俊、ジョン・デイン、チェ・ボムス、崔洛燦、チェ・ソンファン、韓賢國 |
| 合計 | 98名   | |